# Loigny-la-Bataille
Loigny-la-Bataille ist eine französische Gemeinde mit 215 Einwohnern (Stand: 1. Januar 2022) im Département Eure-et-Loir in der Region Centre-Val de Loire. Sie gehört zum Arrondissement Châteaudun und ist Mitglied im Gemeindeverband Communauté de communes Cœur de Beauce. Die Einwohner werden Lucaniens und Lucaniennes genannt.

## Geographie
Loigny-la-Bataille liegt etwa 20 Kilometer nordnordwestlich von Orléans. Umgeben wird Loigny-la-Bataille von Nachbargemeinden Fontenay-sur-Conie im Nordwesten und Norden, Éole-en-Beauce im Norden, Tillay-le-Péneux im Nordosten und Osten, Lumeau im Osten und Südosten, Terminiers im Süden, Guillonville im Südwesten sowie Orgères-en-Beauce im Westen und Nordwesten.

## Geschichte
Am 2. Dezember 1870 fand hier während des Deutsch-Französischen Kriegs 1870/1871 die Schlacht bei Loigny und Poupry statt. Trotz der zahlenmäßig überlegenen französischen Truppen gelang es den deutschen Truppen, einen mühseligen Sieg herauszuschlagen.

## Bevölkerungsentwicklung
| Jahr                       | 1962 | 1968 | 1975 | 1982 | 1990 | 1999 | 2006 | 2013 | 2020 |
| Einwohner                  | 344  | 287  | 238  | 202  | 178  | 174  | 218  | 211  | 202  |
| Quellen: Cassini und INSEE |      |      |      |      |      |      |      |      |      |

## Sehenswürdigkeiten
- Kirche Saint-Lucain, seit 1983 Monument historique
- Kriegsmuseum
- Schloss Goury aus dem 16. Jahrhundert

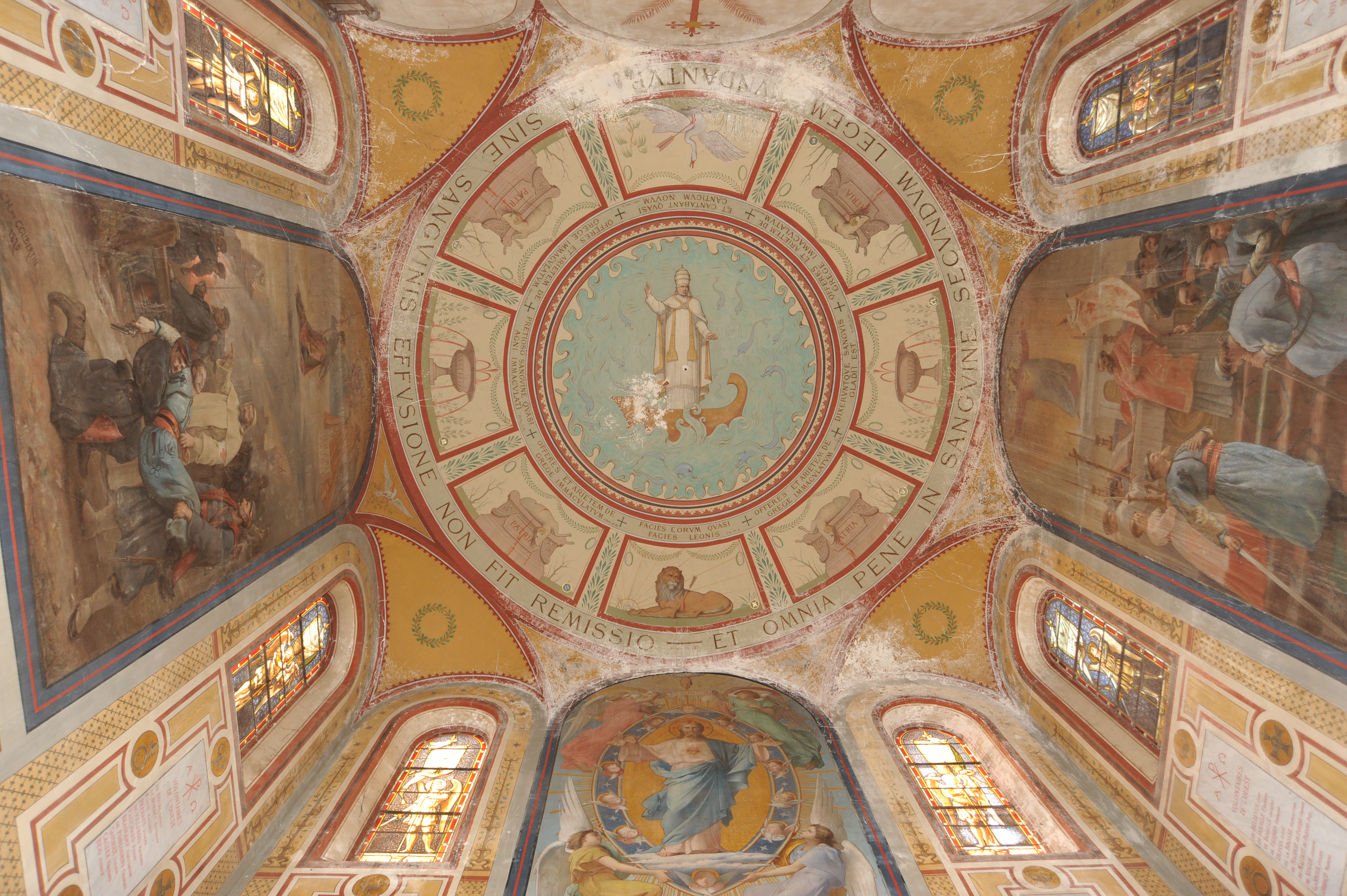
Decke der Totenkapelle in der Kirche Saint-Lucain
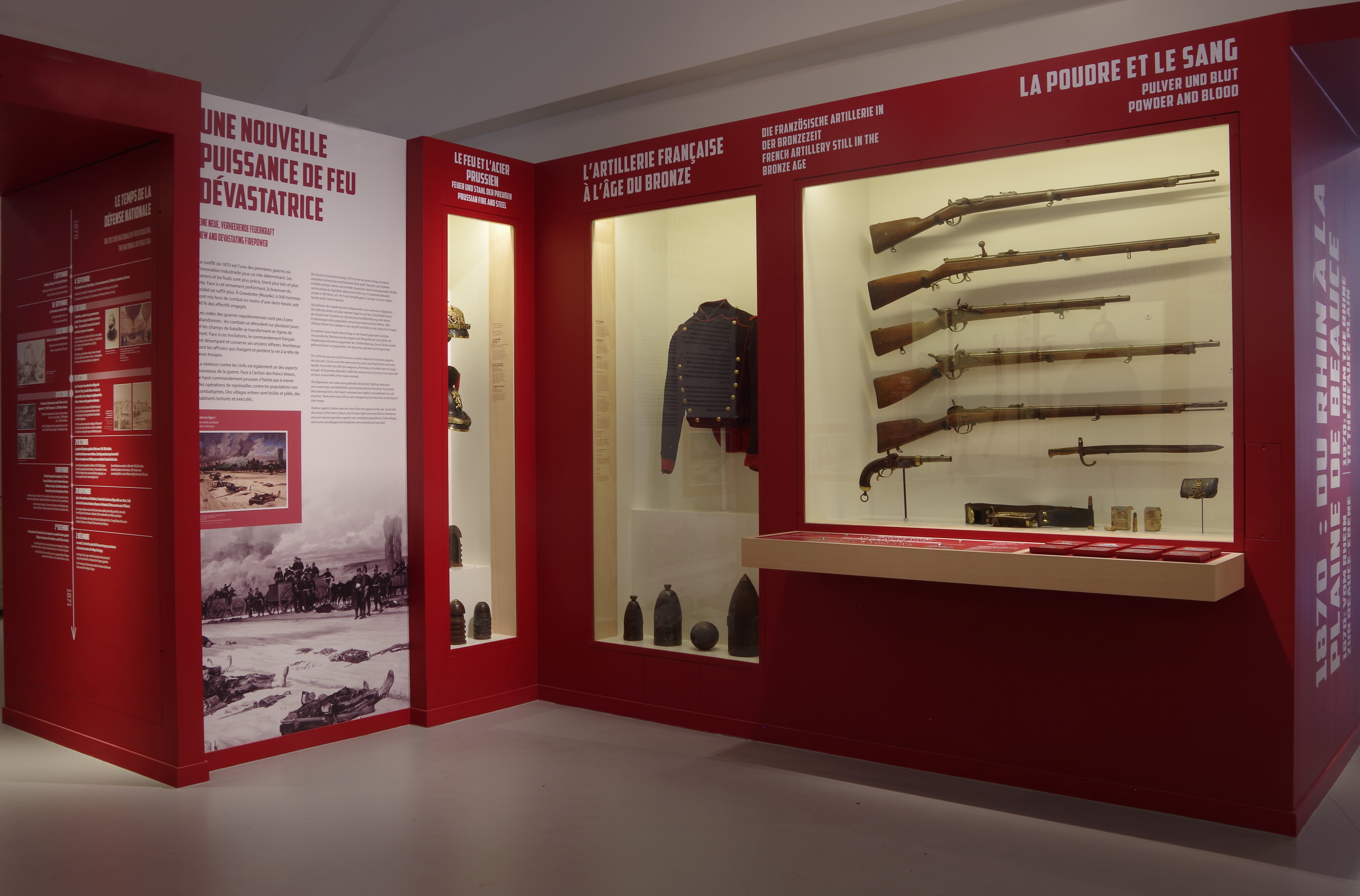
Museum des Deutsch-Französischen Krieges